# 卒業旅行 Little Adventurer
「卒業旅行 Little Adventurer」（そつぎょうりょこう リトル・アドベンチャー）は、1973年2月10日に公開された日本映画。製作は東宝映画。配給は東宝。カラー。上映時間は95分。

## 概要
「小さな恋のメロディ」の少年マーク・レスターを主演に、異文化の交流をコメディタッチで描くリトルアドベンチャー。

## スタッフ
- 製作：藤本真澄、金子正且
- 監督：出目昌伸
- 脚本：田波靖男、井手俊郎
- 撮影：原一民
- 美術：薩谷和夫
- 録音：矢野口文雄
- 照明：新井盛
- 編集：武田うめ
- 助監督：河崎義祐
- 製作担当者：橋本利明
- 音楽：青木望

## キャスト
- マイク・リチャード：マーク・レスター
- ハリー・リチャード：ジェラルド・ランカスター
- 林芳：チェン・チェン
- 斉藤陽子：山添多佳子
- 斉藤和彦：小泉博
- 斉藤清子：団令子
- 宮田弥生：四方晴美
- 宮田久八：桂小金治
- 一郎：今村良樹
- 五郎：小沢直平
- 松田：広瀬昌助
- 市村：田中浩
- 修吉：今福将雄
- お手伝い：服部妙子
- ガードマン：小島三児
- 警官：宇留木康二
- 武装警官：緒方燐作